# Leonard Rola-Szadkowski
Leonard Rola-Szadkowski (ur. 18 października 1881 w Kórniku lub Pigłowicach, zm. 9 kwietnia 1940 w Katyniu) – polski lekarz wojskowy, działacz społeczny, ofiara zbrodni katyńskiej.

## Życiorys
Był synem Jana i Michaliny z Kościelskich. Gimnazjum ukończył w Poznaniu (był w latach szkolnych członkiem tajnych kółek literacko-historycznych). Studiował medycynę w Lipsku, gdzie założył towarzystwo "Sokół". Interesował się chorobami płuc i serca. Był dyrektorem zakładów płucno-leczniczych kolejno w: Sokołowsku, Wodzisławiu Śląskim, Olsztynku i Trzebnicy oraz w sanatoriach w Szklarskiej Porębie i Dusznikach Zdroju. 1 października 1907 wstąpił do 107. Saskiego Pułku Piechoty w Lipsku. 1 kwietnia 1908 przesunięto go do rezerwy celem ukończenia studiów medycznych. Po ich ukończeniu wstąpił 15 listopada 1911 do 5. Baonu Taborów w Poznaniu jako lekarz. Służbę pełnił w poznańskim Szpitalu Garnizonowym. W 1912 został lekarzem podporucznikiem rezerwy, a w 1914 lekarzem sztabowym. 
Po wybuchu I wojny światowej przydzielono go do pułku moździerzy w Głogowie. Podczas walk otrzymał medal Czerwonego Krzyża oraz krzyże żelazne I i II klasy. W 1915 awansowano go na stopień kapitana.
Po wybuchu powstania wielkopolskiego zgłosił się do służby jako lekarz w Gnieźnie. 1 stycznia 1919 dostał przydział do Jarocina. Następnie objął stanowisko lekarza garnizonowego i ordynatora dwóch szpitali wojskowych na terenie Jarocina, a potem został naczelnym lekarzem odcinka zachodniego frontu wielkopolskiego. Zasiadał również w komisji lekarskiej mobilizacyjnej i komisji inspekcji sanitarnej. Mimo tych zadań pisał i publikował artykuły naukowe z zakresu pulmonologii i kardiologii.
Po ustaniu walk pełnił funkcje społeczne. Był prezesem poznańskiego oddziału PCK, Towarzystwa Pomocy Polakom na Obczyźnie, a także współzałożycielem Stowarzyszenia Lekarzy Internistów i Związku Weteranów Powstań Narodowych. Interesował się motoryzacją. Był jednym z członków założycieli Wielkopolskiego Klubu Automobilistów i Motocyklistów. Był zastępcą prezesa tego klubu, generała Kazimierza Raszewskiego, a od listopada 1924 do stycznia 1927 był jego prezesem. Zamieszkiwał w Poznaniu kolejno przy Wałach Wazów 22 (obecnie ul. Wieniawskiego), na ulicy 27 Grudnia, przy Teatrze Polskim oraz przy ulicy Wielkiej 15.
Po napaści Niemiec na Polskę w 1939 zgłosił się do pracy w 7. Szpitalu Okręgowym. Walczył wraz z Armią "Poznań". Został wzięty do niewoli przez Sowietów i umieszczony w obozie jenieckim w Kozielsku. Sowieci zamordowali go w Katyniu. Zwłoki (nr 1515) rozpoznano podczas ekshumacji po blankietach recept i bilecie adresowym poznańskiego gabinetu.

## Rodzina
W 1920 zawarł związek małżeński z Zofią Prus-Frankowską. Miał z nią dwójkę dzieci: Janusza i Renatę.